# Klucz siewierski

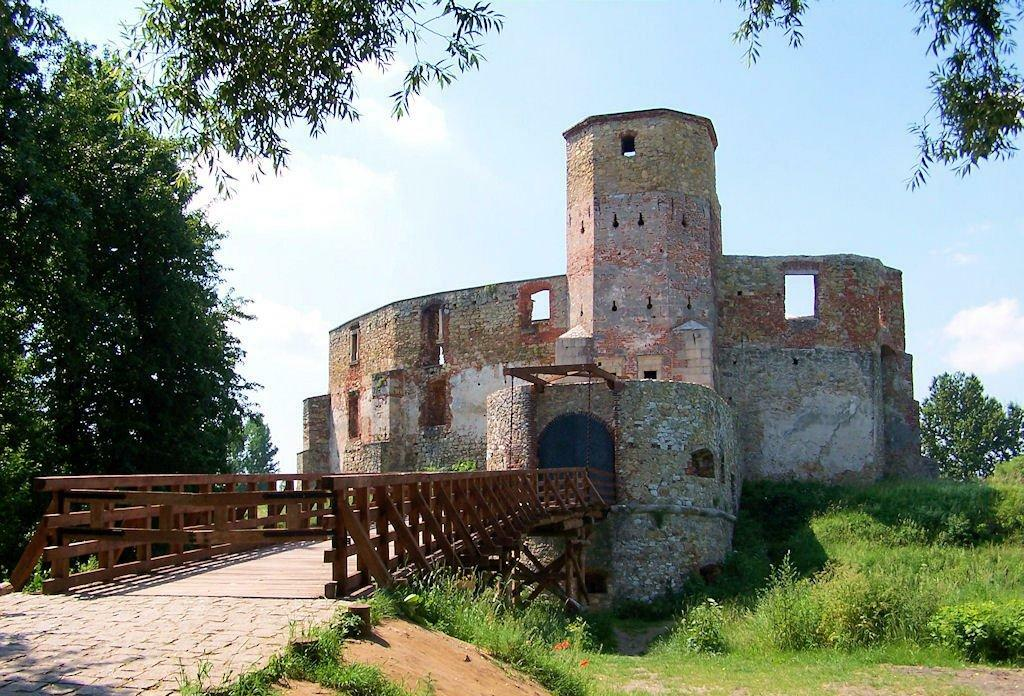
Zamek w Siewierzu

Klucz siewierski – klucz dóbr biskupich w księstwie siewierskim, stanowiący jednostkę zarządu dobrami biskupimi odrębną od samego księstwa. Tworzyły go 2 miasta (Siewierz i Czeladź) oraz 15 wsi. Był jednym z dwóch – obok klucza koziegłowskiego – ośrodków zarządu dóbr w księstwie siewierskim. Sprawy sądowe z klucza siewierskiego sądzone były na zamku siewierskim, gdzie znajdował się jego zarząd, zaś z klucza koziegłowskiego na koziegłowskim. Klucz eksploatowany był rabunkowo w czasie potopu szwedzkiego. Dobra klucza przeszły na własność skarbu państwa na mocy uchwały Sejmu Czteroletniego (1790).

## Literatura
1. Acta scientiarum litterarumque: Schedae historicae, Uniwersytet Jagielloński 1962, s. 100.
2. C. Bobińska, Studia z dziejów wsi małopolskiej w drugiej połowie XVIII wieku, Książka i Wiedza 1957.
3. F. Kiryk, Ojczyzna bliższa i dalsza, Kraków 1993.
4. A. Nowakowski, Dzieje ustroju i prawa księstwa siewierskiego, Warszawa 1992.
5. F. Piekosiński, Rycerstwo polskie wieków średnich, 1901.